# Якимівка (селище)
Якимівка — селище (до 2024 року — смт) в Україні, адміністративний центр Якимівської селищної громади Мелітопольського району Запорізької області. Населення становить 11 647 мешканців (2018). До 2020 року — адміністративний центр ліквідованого Якимівського району Запорізької області.

## Географія
Селище Якимівка розташоване на Приазовській низовині, на берегах річок Малий Утлюк та Балка Добра, вище за течією на відстані 6 км розташоване село Полянівка, нижче за течією примикає село Володимирівка. Через селище пролягають автошлях територіального значення Т 0820 та залізниця, на якій розташована однойменна станція. Відстань до обласного центру становить 149 км та пролягає автошляхом міжнародного значення М18E105.

## Історія
В околицях селища існують кургани, типові для епохи бронзи (I тисячоліття до н. е.).
Селище засноване 1833 року на місці колишнього ногайського аулу Азберду — «нечисленна берда». Заснували її семеро селян мордвинів духоборів — сектантів-іконоборців зі Спаського повіту Тамбовської губернії. В наступні двадцять років сюди також переселились державні селяни із Борисоглібського повіту Тамбовської області та Фатезького повіту Курської губернії. У 1855 році оселилися переселенці зі Спаського повіту Тамбовської губернії. Свою назву Якимівка отримала на честь поліцейського ісправника Якима Колосова, під керівництвом якого відбувся початок заселення даної місцевості.
У 1863 році Якимівка — волосний центр.
Станом на 1886 рік в селі, центрі Якимівської волості Мелітопольського повіту Таврійської губернії, налічувалось 2223 особи, 297 подвір'їв, існували православна церква, єврейський молитовний будинок, школа, 9 лавок, 2 винних склади, 2 постоялих двори, відбувалось 2 ярмарки на рік: 2 лютого та 8 жовтня. За 3 версти — лавка, постоялий двір, залізнична станція Якимівка.
Наприкінці XIX століття, з розвитком ринкових відносин,  селище Якимівка — одне із найбільших пунктів торгівлі зерном. На початок XX століття вантажообіг залізничної станції Якимівка досяг півмільйона пудів на рік.
7 (20) листопада 1917 року, відповідно до Третього Універсалу Української Центральної Ради, увійшло до складу Української Народної Республіки.
У листопаді 1917 року встановлена радянська влада. З 7 березня 1923 року селище — адміністративний центр Якимівського району.
У 1932—1933 роках, під час організованого радянською владою Голодомору, померло щонайменше 116 жителів селища.
У 1957 році Якимівка набула статусу селища міського типу.
4 жовтня 1941 року радянські війська полишили Якимівку. З 1 вересня 1942 року, в ході німецько-радянської війни, селище було центром Якимівської округи. 2 жовтня 1943 року Червоною армією Якимівку звільнено від німецько-фашистських загарбників.
12 червня 2020 року, відповідно до розпорядження Кабінету Міністрів України  № 713-р «Про визначення адміністративних центрів та затвердження територій територіальних громад Запорізької області», селище набуло статусу адміністративного центру Якимівської селищної громади.
19 липня 2020 року, в результаті адміністративно-територіальної реформи та ліквідації Якимівського району, селище міського типу увійшло до складу Мелітопольського району.
З 24 лютого 2022 року, в ході російського вторгнення в Україну, селище тимчасово окуповане російськими загарбниками.
28 липня 2023 року Верховна Рада України ухвалила законопроєкт № 8263 «Про дерадянізацію порядку вирішення окремих питань адміністративно-територіального устрою». Відповідно до цього законопроєкту, статус селища міського типу в Україні було ліквідовано, а замість нього набуло статусу селища. 24 жовтня 2023 року Президент України Володимир Зеленський підписав закон про дерадянізацію порядку вирішення окремих питань адміністративно-територіального устрою України, що діяв 1981 року.

## Населення
За даними перепису населення 2001 року, у селищі мешкало 22 201 особа. Мовний склад населення був таким:
| Мова       | Кількість осіб | Відсоток |
| ---------- | -------------- | -------- |
| українська | 20767          | 93,54    |
| російська  | 1314           | 5,92     |
| білоруська | 24             | 0,11     |
| болгарська | 29             | 0,13     |
| вірменська | 11             | 0,05     |
| молдовська | 18             | 0,08     |

## Промисловість

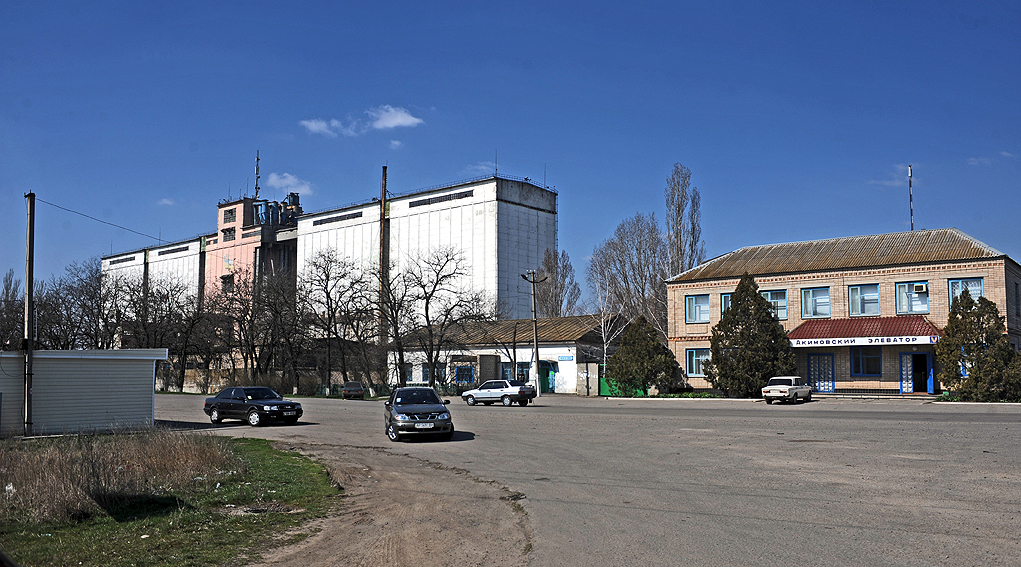
Якимівський елеватор

Харчова промисловість, ливарно-механічний завод «Стандарт» (чавунне та кольорове литво, насоси, промислова трубопровідна арматура тощо). Свого часу, за часів СРСР були збудовані асфальтобетонний, комбікормовий, хлібний та завод продовольчих товарів; елеватор, цехи Мелітопольського міського молочного заводу, міжгосподарче підприємство з виробництва продукції птахівництва, міжколгоспна будівельна організація, райсільгосптехніка, райсільгоспхімія, комбінат побутового обслуговування, будинок побуту.

## Об'єкти соціальної сфери
- Школа № 1.
- Школа № 2.
- Школа № 3.
- Якимівська гімназія.
- Дитячі дошкільні навчальні заклади: «Росинка», «Топольок», «Сонечко», «Ластівка», «Колосок», «Малюк».
- Лікарня.
- Стадіон «Колос імені М. А. Горлача».
- Якимівський професійний аграрний ліцей.
- Музична школа.
- Будинок культури
- Якимівський краєзнавчий музей.

## Гімн Якимівки
Мужнієш у битвах, квітуєш у буднях, Минуле народу шануй, пам'ятай.
Назавжди у серці ти кожного будеш, Якимівко, люба, мій батьківський край.

## Особистості
- Ківшар Таїсія Іванівна (нар. 1947) — український історик, доктор історичних наук, професор, Заслужений працівник культури України (2004)[11]
- Мірошніченко Микола Валентинович — солдат Збройних сил України, боєць Добровольчого корпусу «Правий Сектор»[12].
- Назаренко Ігор Петрович (нар. 1964) — український вчений-агротехнолог.
- Попов Володимир Геннадійович (1990—2014) — старший солдат Збройних сил України, учасник російсько-української війни.
- Сяров Володимир Володимирович (нар. 1957) — художник, член Національної спілки художників України (2005).
- Шабельник Віктор Іванович (1924—1995) — учасник Другої світової війни, Герой Радянського Союзу.
- Щербина Ігор Іванович (1966—2015) — полковник Збройних сил України, учасник російсько-української війни.